# Église de la Nativité-de-Saint-Jean-Baptiste de Bačka Palanka
Pour les articles homonymes, voir Église Saint-Jean-Baptiste.
L'église de la Nativité-de-Saint-Jean-Baptiste de Bačka Palanka (en serbe cyrillique : Црква Рођења Светог Јована Крститеља у Бачкој Паланци ; en serbe latin : Crkva Rođenja Svetog Jovana Krstitelja u Bačkoj Palanci) est une église orthodoxe serbe située à Bačka Palanka, dans la province de Voïvodine et dans le district de Bačka méridionale en Serbie. Elle est inscrite sur la liste des monuments culturels de grande importance de la république de Serbie (identifiant no SK 1127).

## Présentation
L'église a été construite entre 1783 et 1787 par les maîtres Jozef Cigler et Ernest Herlei, tous deux originaires de Čerević,. De style baroque, elle est constituée d'une nef unique prolongée par une abside demi-circulaire aussi large que la nef ; la zone du chœur, légèrement plus large, est de forme rectangulaire ; la façade principale est dominée par un haut clocher baroque.
À l'intérieur, l'iconostase a été réalisée par le sculpteur sur bois Georgije Dević de Bačka Palanka ; elle a été peinte en 1811 par Grigorije Jezdimirović, un maître de la peinture baroque tardive tendant vers le classicisme,. Une composition représentant Le Christ au tombeau a été réalisée par Konstantin Pantelić en 1836.
L'église abrite de vieux ouvrages imprimés, dont un Pentikostar (Pentecôtier) et un Évangile, protégés en tant que « biens mobiliers ».